# Леваны (деревня)
Леваны — деревня в Фалёнском районе Кировской области. 

## География
Находится на расстоянии примерно 4 километра по прямой на северо-запад от районного центра поселка Фалёнки к югу от железнодорожной линии Киров-Пермь.

## История
Основана в конце XVII в., на берегу пруда, вплотную примыкал густой хвойный лес. С 1702 года упоминается как починок Исаковский Верхочепецкого Крестовоздвиженского монастыря вотчины, где есть 4 двора и 23 жителя мужского пола. В 1763 году учтено 109 жителей. В 1873 году отмечено дворов 24 и жителей 213, в 1905 38 и 262, в 1926 57 и 288, в 1950 38 и 127, в 1989 611 жителей. Разделялась ранее на Большие и Малые Леваны. В 1954 г. в деревне появилась деревянная восьмилетняя школа, в 1974 г. построена новая кирпичная средняя школа, позднее мастерская и школьная столовая. В 1960—1970-х годах началось сселение малых деревень в Леваны, активное строительство жилых домов и различных объектов. В 1984 г. построены новое трехэтажное административное здание, где располагались администрация округа, библиотека, почта, администрация СХК «Хозяйство им. Ленина», а также медпункт и магазин. До 2020 года входила в Левановское сельское поселение Фалёнского района, являясь его административным центром, ныне непосредственно в составе Фалёнского района.

## Население
| 1710 | 1763 | 1873 | 1891 | 1905 | 1926 | 1950 |
| ---- | ---- | ---- | ---- | ---- | ---- | ---- |
| 17   | ↗117 | ↗213 | ↗242 | ↗262 | ↗288 | ↘193 |
| 1989 | 2002 | 2010 |      |      |      |      |
| ↗611 | ↘599 | ↘562 |      |      |      |      |